# Fátima De Diego Aguado
Fátima De Diego Aguado (San Lorenzo de El Escorial, 21 de maig de 1995) és una esquiadora i corredora de muntanya espanyola.
Graduada en Fisioteràpia, des de petita va viure immersa en la pràctica de l'esport, ja sia tennis, pàdel o atletisme. Durant els anys d'universitat es va començar a interessar per la muntanya. Primer s'interessà pel trail running, en què ja s'ha proclamat campiona del món de Quilòmetre Vertical a la categoria de promeses (sub23). Posteriorment, va fer el salt a l'esquí de muntanya.
El setembre del 2016 Fàtima de Diego s'emporta la victòria a la 'Nit Pirineu 2016', la prova més curta i explosiva de l'esdeveniment del Parc Natural del Cadí-Moixeró, l'Ultra Pirineu, una prova de 5 quilòmetres de longitud i gairebé 900 metres positius, amb un recorregut enguany retallat per la forta pluja. El maig del 2017 De Diego es convertí en campiona en categoría promesa en el marc del 'Campeonato de España de Carreras por Montaña Verticales - FEDME', disputat a Arredondo. El febrer del 2019 s'imposà en la segona edició del 'Kilómetro Vertical Cambra d’Ase', amb un temps de 37 minuts. El juny del 2019 Fátima de Diego s'imposà com a vencedora a l'Olla de Núria Vertical, una de les modalitats de l'Olla de Núria, amb un temps de 54:31. Aquell mateix més de juny de 2019 aconsegueix també vencer a la '6a Casamanya Extrem' amb un temps de 1:13:54. El maig de 2021 la corredora madrilenya es convertí en subcampiona d'Espanya de Quilòmetre Vertical. L'octubre d'aquest mateix any 2021 Fátima de Diego es proclama vencedora a 'La Molina Nit Pirineu KV 2021', amb un temps de 46’15”.